# Centre Nacional d'Anàlisi Genòmica
El Centre Nacional d'Anàlisi Genòmica (CNAG) és un centre de recerca especialitzat en la seqüenciació massiva que es troba en el Parc Científic de Barcelona que té com a principal activitat donar suport científic i tècnic a projectes d'anàlisi de genomes que condueixin a millores significatives en la salut i la qualitat de vida de les persones, en col·laboració amb la comunitat clínica i de recerca catalana, espanyola, europea i internacional.
El Centre Nacional d'Anàlisi Genòmica va ser fundat el 2009 pel ministeri d'Economia i Competitivitat espanyol i el govern català (mitjançant el departament d'Economia i el de Salut) i va començar el seu funcionament el març de 2010. Posteriorment, el juliol del 2015, el centre es va passar a formar part del Centre de Regulació Genòmica.
El Centre Nacional d'Anàlisi Genòmica forma part de Infraestructura Integrada de Tecnologies Òmiques juntament amb el Centre de Ciències Òmiques de la Universitat Rovira i Virgili, i la Unitat de Proteòmica del Centre de Regulació Genòmica i la Universitat Pompeu Fabra.